# Équipe cycliste Amica Chips-Knauf
L'équipe cycliste Amica Chips-Knauf est une ancienne équipe cycliste saint-marinaise. Créée en 2008, elle a le statut d'équipe continentale professionnelle et participe  principalement aux compétitions de l'UCI Europe Tour jusqu'en 2009.
Elle ne doit pas être confondue avec les équipes Amica Chips, Nippo ou Cinelli-Endeka-OPD.

## Histoire de l'équipe
Le 29 mai 2009, l'UCI décide de suspendre l'équipe Amica Chips-Knauf pour une durée indéterminée pour des motifs économiques.
Le 17 juillet 2009, le co-sponsor Aeronautica Millitare se retire en n'ayant honoré aucun financement. L'équipe est suspendue par l'UCI et ne  participe à aucune course de fin de saison. L'équipe disparaît finalement deux ans après sa création.

## Principales victoires
- Istrian Spring Trophy : 2008 (Eddy Ratti)
- Grand Prix de l'industrie et de l'artisanat de Larciano : 2008 (Eddy Ratti)
- Grand Prix Nobili Rubinetterie : 2009 (Grega Bole)

## Classements sur les circuits continentaux
L'équipe participe aux épreuves des circuits continentaux et en particulier de l'UCI Europe Tour. Le tableau ci-dessous présente les classements de l'équipe sur les circuits, ainsi que son meilleur coureur au classement individuel.
UCI America Tour
| Saison | Classement par équipes | Meilleur coureur au classement individuel |
| ------ | ---------------------- | ----------------------------------------- |
| 2009   | 40e                    | Francesco Rivera (310e)                   |

UCI Asia Tour
| Saison | Classement par équipes | Meilleur coureur au classement individuel |
| ------ | ---------------------- | ----------------------------------------- |
| 2008   | 14e                    | Kazuo Inoue (37e)                         |

UCI Europe Tour
| Saison | Classement par équipes | Meilleur coureur au classement individuel |
| ------ | ---------------------- | ----------------------------------------- |
| 2008   | 38e                    | Eddy Ratti (9e)                           |
| 2009   | 104e                   | Simone Cadamuro (656e)                    |

## Amica Chips-Knauf en 2009

### Effectif
| Coureur                | Date de naissance | Nationalité | Équipe 2008            | Équipe 2010          |
| ---------------------- | ----------------- | ----------- | ---------------------- | -------------------- |
| Santo Anzà             | 17.11.1980        | Italie      | Serramenti PVC Diq.    | Départ en 2009       |
| Igor Astarloa          | 29.03.1976        | Espagne     | Milram                 | Départ en 2009       |
| Leonardo Bertagnolli   | 08.01.1978        | Italie      | Liquigas               | Départ en 2009       |
| Grega Bole             | 13.08.1985        | Slovénie    | Adria Mobil            | Départ en 2009       |
| Simone Cadamuro        | 28.06.1976        | Italie      |                        |                      |
| Simon Clarke           | 18.07.1986        | Australie   | Southaustralia.com-AIS | Départ en 2009       |
| Giuseppe De Maria      | 30.08.1984        | Italie      | Néoprofessionnel       |                      |
| Fausto Fognini         | 10.11.1985        | Italie      | Néoprofessionnel       | Amore & Vita-Conad   |
| Massimo Gabbrielleschi | 23.11.1977        | Italie      |                        |                      |
| Vincenzo Garofalo      | 05.08.1982        | Italie      |                        | Nippo                |
| Edoardo Girardi        | 22.10.1985        | Italie      | Néoprofessionnel       | Ceramica Flaminia    |
| Michał Gołaś           | 29.04.1984        | Pologne     | Cycle Collstrop        | Départ en 2009       |
| Rafael Infantino       | 28.08.1984        | Colombie    | Néoprofessionnel       | UNE-EPM              |
| Robert Kišerlovski     | 09.08.1986        | Croatie     | Adria Mobil            | Départ en 2009       |
| Andrei Kunitski        | 02.07.1984        | Biélorussie | Acqua & Sapone         | Départ en 2009       |
| Matija Kvasina         | 04.12.1981        | Croatie     | Perutnina Ptuj         | Départ en 2009       |
| Takashi Miyazawa       | 27.02.1978        | Japon       | Meitan Hompo-GDR       | Départ en 2009       |
| Eddy Ratti             | 04.04.1977        | Italie      |                        | De Rosa-Stac Plastic |
| Francesco Rivera       | 06.07.1983        | Italie      | Néoprofessionnel       |                      |
| Branislau Samoilau     | 25.05.1985        | Biélorussie | Acqua & Sapone         | Départ en 2009       |
| Mirko Selvaggi         | 11.02.1985        | Italie      | Cycle Collstrop        | Astana               |
| Paolo Tomaselli        | 11.09.1983        | Italie      | Néoprofessionnel       |                      |

### Victoires
| Date       | Course                         | Pays    | Classe | Vainqueur       |
| ---------- | ------------------------------ | ------- | ------ | --------------- |
| 19/04/2009 | Grand Prix Nobili Rubinetterie | Italie  | 1.1    | Grega Bole      |
| 30/04/2009 | 3ea étape du Tour des Asturies | Espagne | 2.1    | Grega Bole      |
| 30/04/2009 | 3eb étape du Tour des Asturies | Espagne | 2.1    | Andrei Kunitski |